# 屈尔比尼
屈尔比尼（法語：Curbigny，法語發音：[kyʁbiɲi]）是法国索恩-卢瓦尔省的一个市镇，属于沙罗勒区。

## 地理
屈尔比尼（46°18'27"N, 4°18'41"E）面积9.64 平方千米，位于法国勃艮第-弗朗什-孔泰大區索恩-卢瓦尔省，该省份为法国中部省份，北起顺时针与科多尔省、汝拉省、安省、罗讷省、卢瓦尔省、阿列省和涅夫勒省接壤。
与屈尔比尼接壤的市镇（或旧市镇、城区）包括：布里奥奈地区科隆比耶、博德蒙、拉克莱特、日布勒、圣桑福里安德布瓦、瓦雷讷苏丹。

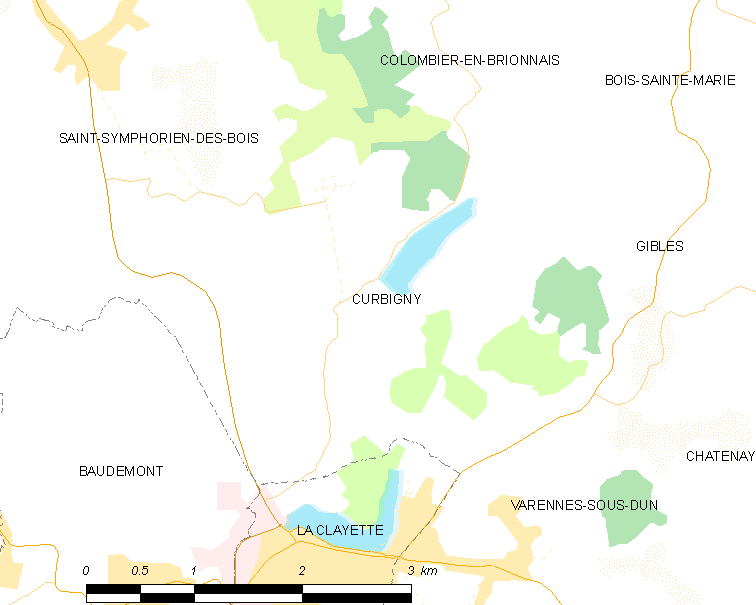
屈尔比尼的OSM定位图

屈尔比尼的时区为UTC+01:00、UTC+02:00（夏令时）。

## 行政
屈尔比尼的邮政编码为71800，INSEE市镇编码为71160。

## 政治
屈尔比尼所属的省级选区为绍法耶县。

## 人口

1962-2008年间屈尔比尼人口变化图示

屈尔比尼于2022年1月1日时的人口数量为306人。